# Grabación multipista

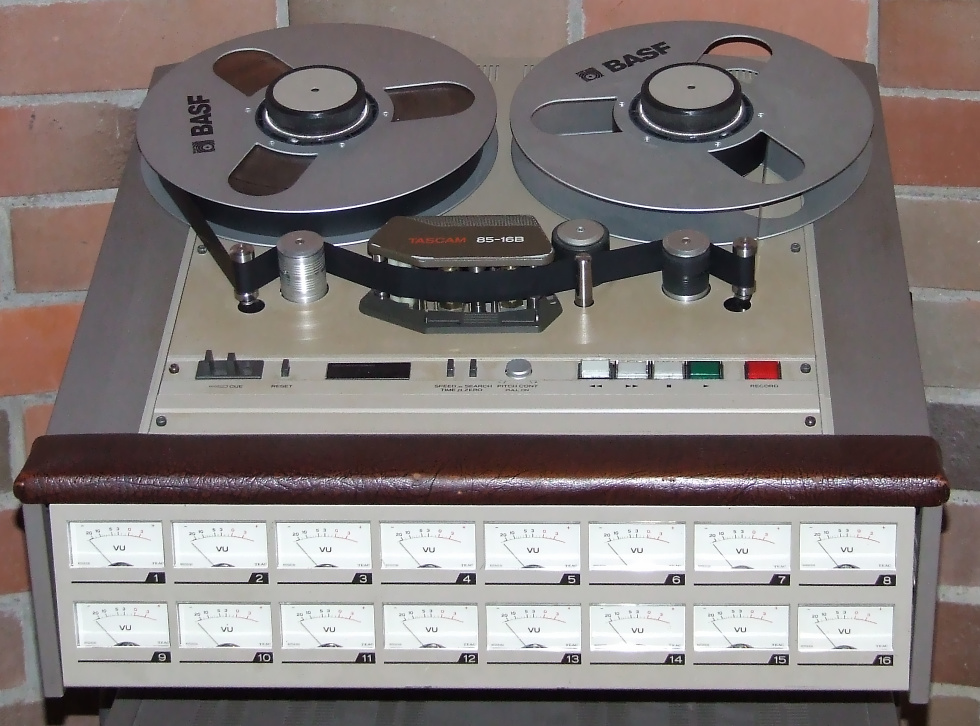
Grabador multipista analógico Tascam, Modelo 85 16B de 16 pistas de audio.

La grabación multipista es un método de grabación de sonido que permite registrar múltiples fuentes sonoras por separado para luego unirlas y formar un todo. Es la forma más común de grabar música en la actualidad, haciendo uso del ordenador.

## Historia
Aunque existe un precedente con una grabación del año 1941, realizada por el saxofonista y clarinetista estadounidense Sidney Bechet titulada Sheik of Araby, a quien se acredita como inventor de la grabación multipista, fue el guitarrista, compositor e inventor estadounidense Les Paul, quien hizo aportes en el diseño de la guitarra eléctrica modelo Gibson Les Paul para la empresa Gibson Guitar Corporation al inicio de los años 50. Paul había experimentado con el doblaje (superposición de grabaciones con el mismo instrumento) hacia el final de los años 40 y fue en 1948, cuando la discográfica estadounidense Capitol Records presentó al público un disco de 78 RPM en el cual Les Paul tocaba ocho partes diferentes de una melodía en la guitarra eléctrica. Estas partes fueron grabadas sobre discos maestros de cera rígida; lo que hizo Paul fue grabar una pista en un disco, luego grababa otro disco escuchando la anterior grabación, mientras esta se unía a la ejecución actual hasta completar las 8 pistas. La grabación resultante, como otras de la época, era monofónica.
En 1949, un amigo del músico, el cantante y actor Bing Crosby le regaló una de las primeras unidades de producción del Magnetófono de carrete abierto Ampex Modelo 200. En pocas horas, Paul tuvo la idea de modificar el equipo añadiéndole cabezales adicionales de grabación y reproducción que le permitieran simultáneamente grabar una nueva pista mientras monitoreaba la reproducción de las pistas previamente grabadas. Los experimentos de Les Paul progresaban con rapidez y fue en 1953 cuando encargó a Ampex la construcción del primer magnetófono de 8 pistas del mundo, con sus propios recursos.
Ampex lanzó los primeros magnetófonos multipista comerciales en 1955, nombrando al proceso de grabación "Sel-Sinc." (Selective Synchronous Recording, Grabación Síncrona Selectiva). Coincidiendo con el advenimiento de las grabaciones bajo el método FFRR (Full Frequency Range Recording, Grabación de Amplio Rango de Frecuencias), estereofónicas y de discos de vinilo microsurco de alta fidelidad, los magnetófonos multipistas pronto llegaron a ser imprescindibles a los vocalistas tales como Crosby y Nat King Cole.
Los primeros equipos eran máquinas analógicas de dos o tres pistas que permitieron que la voz solista fuera registrada en una pista dedicada, mientras que las dos pistas restantes se usaban para el acompañamiento, y este sistema también fue utilizado extensivamente por el productor Phil Spector en los años 1960.
En 1958, la disquera estadounidense Atlantic Records se convirtió en la primera compañía en instalar un magnetófono de 8 pistas en su estudio de grabación. Sin embargo, los magnetófonos con cuatro o más pistas fueron restringidos principalmente a los estudios de grabación de Estados Unidos hasta mediados de los años 1960, principalmente debido a las restricciones de importación y al alto coste de la tecnología.
En Inglaterra, el productor independiente Joe Meek realizó todas sus primeras grabaciones innovadoras de los años 1960 usando magnetófonos monofónicos. El productor George Martin, de la casa disquera EMI, fue considerado como un innovador por su uso de magnetófonos de dos pistas como medio para hacer mejores grabaciones monofónicas, balanceando cuidadosamente las voces y los instrumentos acompañantes. El famoso estudio de grabación inglés de Abbey Road no instaló máquinas de cuatro pistas sino en 1963, por lo que las primeras grabaciones de The Beatles de antes de este año se realizaron con grabadores de dos pistas.
Algunos países se retrasaron notablemente en la instalación de grabadores multipista en sus estudios. Por ejemplo, en Australia no se instaló un magnetófono de cuatro pistas sino en 1966 y los primeros grabadores de 8 pistas aparecieron a finales de los años 1960.
El potencial artístico de la grabación multipista llamó la atención del público en los años 1960, cuando artistas como The Beatles y Beach Boys comenzaron a realizar extensivamente grabaciones multipista, y entonces virtualmente toda la música popular fue grabada de este modo. La tecnología se desarrolló muy rápidamente durante estos años.
Durante los años 70, los grabadores de 16, 24 y 32 pistas se hicieron comunes junto con las cintas de grabación de 2 y 3 pulgadas de ancho (5.08 cm y 7.62 cm, respectivamente). Por contraste, el advenimiento del casete hacia 1963, condujo a la aparición de las máquinas portátiles de cuatro pistas tales como el Portaestudio de la empresa Tascam que aparecieron en 1979. Aunque los equipos a casete no podían proporcionar la misma calidad de audio que los de carrete abierto, sirvieron como herramienta útil para músicos profesionales y semi-profesionales en la grabación de maquetas musicales.

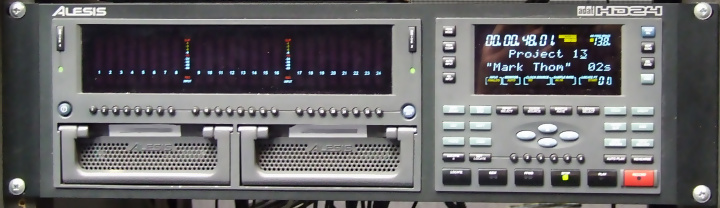
Grabador multipista digital Alesis HD24.

Hoy en día, los grabadores de varias pistas pueden ser analógicos o digitales, y están disponibles con muchas más pistas. Los equipos multipista analógicos utilizados en la industria registran hasta 32 pistas en una cinta de 2 pulgadas de ancho (como los Telefunken M15-32, Otari MX-8032 o Tascam ATR80/32), pero los equipos digitales pueden tener un número casi ilimitado de pistas simultáneas y pueden grabar y reproducir a partir de medios y formatos diversos que incluyen la cinta digital (DAT, ADAT, etc.), los discos duros y discos ópticos (CD y formatos derivados). La reducción de costos ha hecho más fácil encontrar tecnología de grabación multipista fuera del ámbito de un estudio de grabación típico. Por ejemplo, el software GarageBand que se incluye en todas las computadoras nuevas de la compañía Apple Computer, es usado por aficionados para mezclar música y realizar podcasts de manera económica.
Hacia 1995, otra revolución en grabación multipista comenzó con la llegada de equipos digitales económicos, que grabaron el sonido a un disco duro, a una cinta de formato digital (por ejemplo ADAT), o, en algunos casos, a Minidiscs. Los precios de estas máquinas bajaron con el tiempo.
Mientras tanto, el poder del computador personal se ha incrementado, de modo que hoy, es un dispositivo suficientemente potente para operar como un grabador multipista completo, usando hardware y software de bajo precio (por debajo de los 1000 dólares). Esto contrasta con los días en que los grabadores y sus cintas respectivas costaban miles de dólares y pocas personas podían adquirirlos.
Algunos de los principales fabricantes de grabadores multipista de la actualidad son Tascam (basados en discos duros o casetes), Alesis (basado en cinta digital ADAT), Roland, Fostex y Yamaha, estos últimos basados en discos duros.

## Flexibilidad de la grabación multipista
Durante la grabación multipista los instrumentos musicales y las voces se puede registrar, uno a la vez o simultáneamente, en pistas individuales, de modo que los sonidos puedan ser procesados y manipulados individualmente para producir los resultados deseados. Por ejemplo, después de grabar algunas partes de una canción, un artista puede escuchar solamente una de ellas, "silenciando" las demás. Si no le gusta o encuentra un error en alguna pista, y deseara sustituirla, solo regrabaría esa parte, en lugar de regrabar toda la canción. Esta libertad de edición es una de los más grandes beneficios de la grabación multipista.
Si todas las voces e instrumentos se registran individualmente en pistas distintas, entonces el artista puede conservar el control completo sobre la forma final de la canción, durante la fase del matrizaje.
Si el artista deseara aplicar un efecto a, por ejemplo, una determinada pista y otros a las restantes (o dejarlas en su forma original) no hubiese podido hacerlo si todos fuesen registrados en una misma pista, pero si se han registrado sobre pistas separadas, entonces el artista puede mezclar las diversas voces que integran una canción de acuerdo a su visión, con plena libertad.
La grabación multipista permite que un solo músico registre múltiples partes creando un sonido de conjunto o de orquesta y que los dúos y los tríos produzcan un sonido más "grande", "doblando" partes o agregando diversos instrumentos. Incluso, un cantante puede crear una grabación comercial, como ocurrió con el artista a cappella Bobby McFerrin quien ejecutó vocalmente todas las partes en sus grabaciones (desde 1980 a 2000).
La grabación multipista de una canción también deja abiertas las posibilidades de remezclas futuras. Si la canción no estaba disponible en formato multipista, el trabajo del artista de remezcla podría ser muy difícil, o imposible, porque una vez que las voces se hayan registrado juntas durante la fase del matrizaje, son inseparables. Teóricamente, podrían utilizarse filtros selectivos en frecuencia para hacer esto, pero no se ha obtenido un gran grado de éxito, posiblemente debido a la naturaleza multiarmónica de muchos instrumentos musicales.
Otra posibilidad de la grabación multipista es la de aislar las voces de artistas, fallecidos o no, para incluirles nuevos acompañamientos. Este es el origen de los álbumes que se han realizado en los últimos años con las voces de José Alfredo Jiménez, Javier Solís, Tito Rodríguez, Rocío Dúrcal y José José.

## Respaldo de grabaciones analógicas
Las tecnologías digitales de grabación multipista también se utilizan con éxito para la transcripción a formato digital de grabaciones bajo normas distintas. Es usual que las bóvedas de archivo o cintotecas (locales donde se guardan cintas maestras de audio, bajo condiciones especiales) de disqueras con larga trayectoria estén llenas de grabaciones en formatos tales como discos de 78 RPM (o moldes maestros, en ciertos casos) y cintas maestras de audio (desde 1 hasta 32 pistas). El manejo de tales archivos suele ser problemático, debido a los grandes volúmenes ocupados por estos materiales. Por esta razón, estas compañías contratan estudios de grabación para que los trasladen a soportes digitales como los discos ópticos (CD y DVD). Para ello, las cintas maestras han de ser manejadas y limpiadas cuidadosamente. Luego, es posible reproducirlas en un magnetófono adecuado y, si son multipista, es posible registrar individual y simultáneamente todas las pistas y convertirlas en archivos de audio (mp3, wav, ogg, etc.). Luego, cada archivo (que representa a cada canal o pista) es respaldado en discos ópticos, los cuales ocupan un volumen sensiblemente menor. Cuando se requiera la edición comercial en CD de estos archivos, una persona experimentada podrá añadir efectos a las pistas individuales y redistribuirlas en los canales estéreo, con lo cual se obtiene una grabación de mejor calidad de sonido que la grabación original.

## Uso del PC como equipo multipista
Actualmente, cualquier artista con suficiente dedicación y talento puede producir literalmente un álbum de ventas millonarias en su propio dormitorio, usando solamente su computador personal como máquina multipista profesional. Para utilizar un computador personal como dispositivo multipista, al menos deben cumplirse estos requisitos:
- Una tarjeta de sonido.
- Software de grabación multipista instalado y en funcionamiento en la computadora (este software está disponible a bajos precios o aún puede ser gratuito, como es el caso del software libre y de fuente abierta).
- Por lo menos, uno o más instrumentos musicales como una guitarra o un sintetizador, además de un buen micrófono para grabar las voces de un solista y de cualquier otra fuente de sonido.

Esto es todo lo necesario para instalar un estudio multipista casero capaz de producir grabaciones de alta calidad. La captura del audio se lleva a cabo cuando la tarjeta de sonido se conecta a un micrófono, mediante la entrada correspondiente, si se graba una pista de voz, o uniendo un cable estéreo proveniente de dispositivos electrónicos (tales como un sintetizador o un amplificador de guitarra eléctrica) a la entrada de línea de dicha tarjeta. Las computadoras con software y hardware apropiados pueden grabar múltiples pistas de audio a la vez. La interface de audio puede conectarse con la computadora mediante tarjetas PCI, conexiones USB o Firewire.
Las voces de los instrumentos y de los solistas se registran en archivos individuales en el disco duro de la computadora, que funcionan como las pistas de los grabadores tradicionales.
Efectos tales como reverberación, coros y ecos pueden ser aplicados por el software. Cuando los músicos están satisfechos con el sonido, las pistas múltiples se mezclan con ayuda del software multipista para obtener una grabación estereofónica. Finalmente, la grabación resultante se puede guardar en un CD-R, que puede después ser copiado para obtener copias comerciales, listas para su distribución.
Los principales software multipista para computador personal incluyen Pro Tools de Digidesign, SONAR de Cakewalk, Cubase de Steinberg, y Logic Pro de Apple. Pro Tools es un software estándar en la mayoría de los estudios de grabación de todo el mundo. Por su parte, Audacity y Ardour son programas de software libre populares para la grabación de varias pistas.

## Orden de grabación de los instrumentos
En la mayoría de las grabaciones populares modernas, la batería y los instrumentos de percusión son los primeros que se graban. Hay varias razones para esto. La batería es, generalmente, el instrumento que marca el ritmo; por tanto, es mucho más fácil para los músicos que graban las últimas pistas, seguir el ritmo. En cambio, un baterista encontraría muy difícil grabar junto con una pista previa sin la percusión, debido a las variaciones probables en el "tempo" de los músicos. Además, para mantener exactamente un ritmo preestablecido, un baterista necesitaría que el sonido de los otros instrumentos fuera muy ruidoso para competir con su instrumento; apartando la posibilidad de que los micrófonos de la batería recojan el sonido de los otros instrumentos a través de los auriculares del músico, la exposición prolongada a tal volumen puede perjudicar su audición. Para mantener ese ritmo, lo normal es grabar la batería por algunos segundos y después esa pista es repetida hasta el final de la interpretación.
Aunque el sonido de la batería pudiera ser mezclado en un par de pistas, la batería y cada instrumento de percusión individual se pueden registrar inicialmente en su propia pista individual. La batería y la percusión combinadas pueden ocupar la mayor cantidad de pistas utilizadas en una grabación. Se hace esto para poder procesar cada instrumento de percusión individualmente para obtener un efecto máximo. La ecualización se utiliza a menudo en los tambores individuales de la batería, lo cual evidencia su sonido característico individual.
Las últimas pistas que se registran son generalmente las voces (aunque, inicialmente, se puede grabar una pista vocal temporal como referencia para los músicos). La razón es que el o los cantantes adaptarán a menudo su expresión vocal de acuerdo con el acompañamiento y viceversa.